# Sturmer
Sturmer est un village de l'Essex en Angleterre.
Sa population est de 492 habitants en 2011.

## Personnalités
- Charlotte Rampling est née à Sturmer.